# Екатерининский собор (Краснодар)

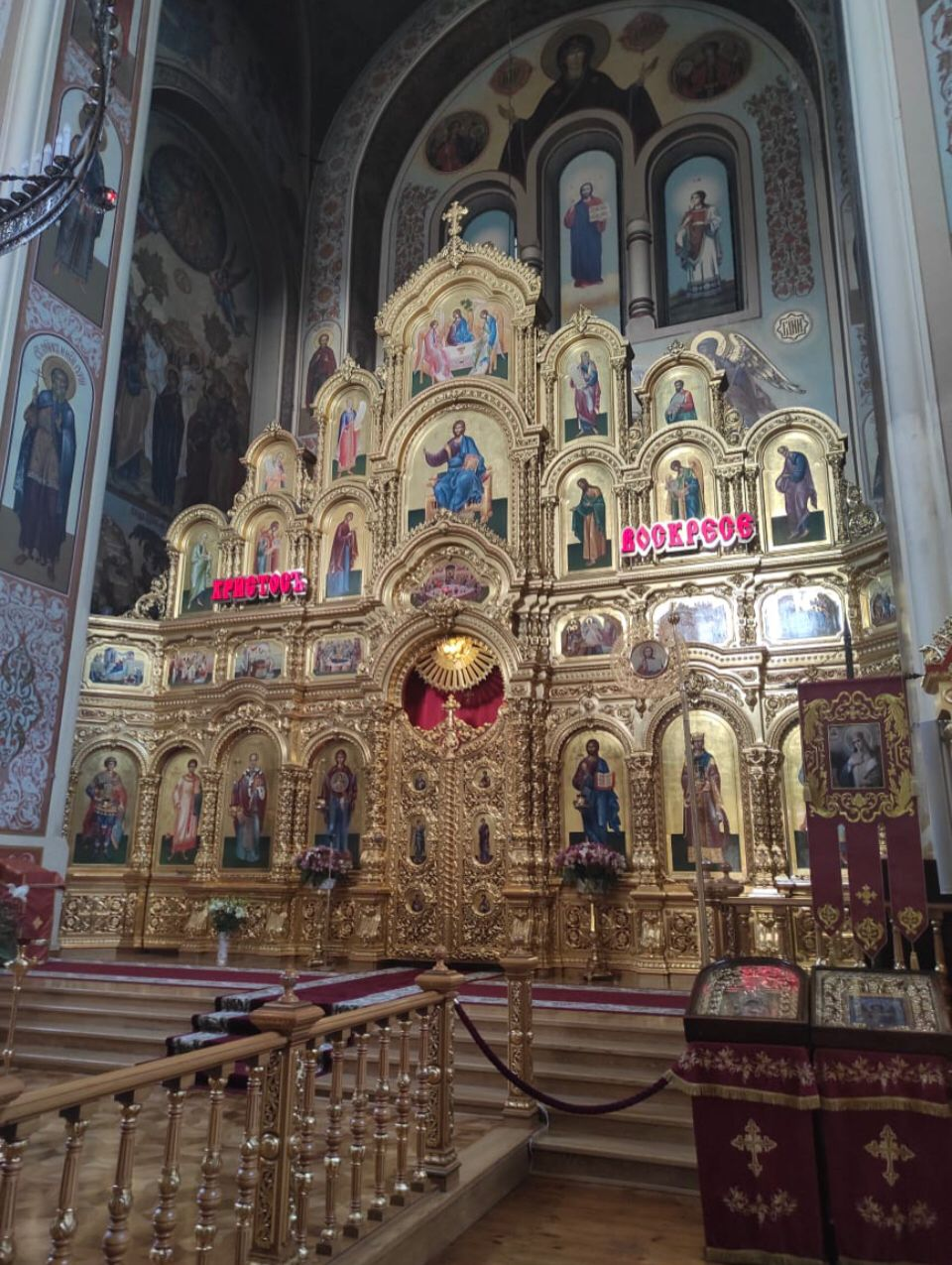
Центральный придел собора

Свято-Екатерининский собор — православный храм в Краснодаре, кафедральный собор Кубанской митрополии и епархии Русской православной церкви.

## История
Собор решили построить 17 октября 1889 года — через год после крушения царского поезда, когда члены августейшей семьи чудом остались живы. Незадолго до крушения император Александр III с супругой и сыновьями посетили Екатеринодар. В честь избавления царской семьи от гибели и было решено построить в Екатеринодаре величественный собор с семью престолами. Предполагалось главный престол посвятить святой великомученице Екатерине, а остальные назвать в честь небесных покровителей членов августейшей семьи: Марии, Николая, Георгия, Михаила, Ксении и Ольги.

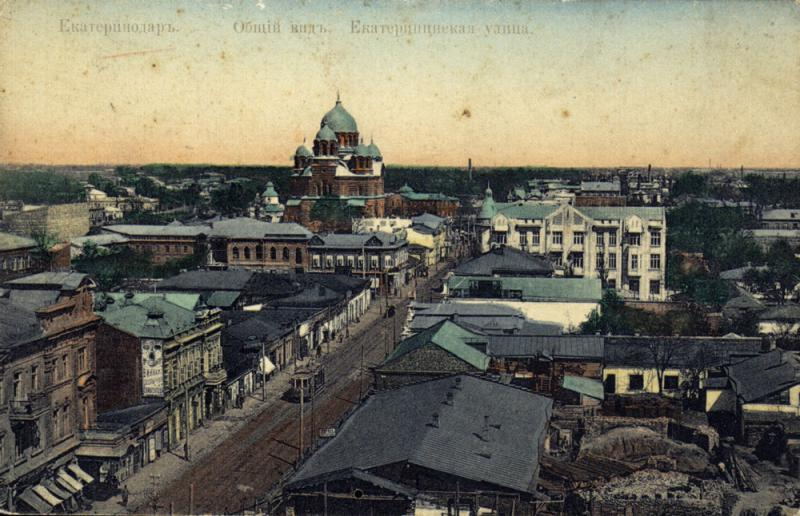
Екатерининская улица и собор в 1910-х годах

Храм был заложен 23 апреля 1900 года на Екатерининской площади, где к тому времени располагалась уже обветшавшая деревянная церковь святой Екатерины, возведённая в 1818 году. Над проектом работал местный архитектор Иван Мальгерб. Строительство собора из-за отсутствия средств часто приостанавливалось. Наконец, 24 марта 1914 года при активном участии екатеринодарского городского головы Михаила Скворикова строительство собора было завершено, и состоялось торжественное освящение главного престола.
В годы Гражданской войны в усыпальнице Екатерининского собора были погребены видные участники Белого движения: генерал Алексеев, полковник Миончинский, генерал-лейтенант Тимановский.
В 1922 году собор стал обновленческим, в том же году под видом помощи голодающим Поволжья был разграблен. В 1930-х годах собор готовили ко взрыву ради кирпичей. Архитектору Мальгербу удалось убедить комиссию по разрушению храмов в нецелесообразности его уничтожения.
26 июня 1935 года обновленческое епархиальное управление заявило, что община вследствие своей малочисленности распалась. Собор превратили в склад. Колокола сняли для переплавки.
Возобновление богослужений произошло в 1942 году во время оккупации Краснодара немецкими войсками, но одновременно здесь находились и склады. Полноценно свою деятельность собор возобновил в 1944 году после освобождения Краснодара от немецких войск. Но названия приделов были изменены на Успенский, Воскресенский, Благовещенский, Сергиевский, Варваринский. Главный из приделов сохранил своё прежнее название — Екатерининский.
В 1988 году к празднованию 1000-летия Крещения Руси в Екатерининском соборе были проведены реставрационные работы. В том же году впервые за много лет зазвучал колокольный звон.
В конце 2011 — апреле 2012 года проходили работы по восстановлению главного купола храма. Его покрыли сусальным золотом.
В наши дни Свято-Екатерининский кафедральный собор является главным храмом Краснодарского края.
10 августа 2020 года в Воскресенском приделе собора был погребён митрополит Екатеринодарский и Кубанский Исидор (Кириченко).